# Maletsene
Maletsene est un village du Cameroun situé dans la région de l’Est, le département du Haut-Nyong et la commune de Ngoyla.
Ngoyla compte 29 villages ainsi que sept campements Baka. La commune est délimitée à l’ouest par la commune de Mintom, à l'est par Moloundou, au nord par Messok et au sud par la république du Congo.

## Population
Le village comporte cinq habitants, dont trois hommes et deux femmes, d'après le recensement de 2005. 
Ce village fait partie de la ville de Ngoyla. 

## Langues
- Ndjem